# Shenzhou 10
Shenzhou 10 – załogowa misja statku kosmicznego Shenzhou w ramach chińskiego programu kosmicznego. Start statku nastąpił 11 czerwca 2013 r. (09:38 UTC, 17:38 czasu lokalnego) z kosmodromu Jiuquan. Kapsuła z trójką załogi wylądowała w Mongolii Wewnętrznej 26 czerwca czasu lokalnego. Była to piąta chińska załogowa misja kosmiczna. W skład załogi weszło troje kosmonautów, w tym kobieta.
Statek został wyniesiony na niską orbitę okołoziemską przez rakietę nośną Długi Marsz 2F (Chang Zheng 2F), by połączyć się z niewielkim chińskim modułem orbitalnym Tiangong 1, który został umieszczony na orbicie 29 września 2011 r. Było to ostatnie planowane cumowanie statku Shenzhou do tego modułu. Na 2016 r. zaplanowano umieszczenie na orbicie nowego modułu Tiangong 2.

## Załoga
Skład załogi oraz datę startu ogłoszono publicznie 10 czerwca 2013 r. – dobę przed startem.

### Podstawowa
- Nie Haisheng (2) – dowódca
- Zhang Xiaoguang (1)
- Wang Yaping (1)

### Rezerwowa
- Liu Boming (2) – dowódca
- Pan Zhanchun (1)
- Deng Qingming (1)

## Przygotowania do startu
- W listopadzie 2012 r. oficjalnie ogłoszono, że start odbędzie się w czerwcu 2013 r., załogę będzie stanowić troje astronautów, w tym prawdopodobnie kobieta, a lot będzie trwał 15 dni. Program lotu będzie obejmował manewry automatycznego i ręcznego cumowania do modułu Tiangong, a także przeprowadzenie eksperymentów naukowych[2].
- 31 marca 2013 r. kapsuła Shenzhou 10 została dostarczona na kosmodrom Jiuquan[3].
- 2 maja 2013 r. na kosmodrom Jiuquan została dostarczona rakieta nośna Chang Zheng 2F[4].
- 10 czerwca 2013 r. podano skład załogi[5].

## Przebieg lotu
- 11 czerwca 2013 r. o godz. 09:38:03 UTC wystartowała rakieta nośna ze statkiem Shenzhou 10, który następnie osiągnął planowaną orbitę[6][7].
- 13 czerwca 2013 r. – Shenzhou 10 zacumował automatycznie do modułu Tiangong 1 o 05:11 UTC. Załoga przeszła do modułu orbitalnego trzy godziny później.
- 23 czerwca 2013 r. –  wykonano odłączenie od modułu Tiangong, a następnie ponowne, ręczne połączenie.
- 24 czerwca 2013 r. – kapsuła odłączyła się od modułu Tiangong 1, kończąc wspólny lot.
- 26 czerwca 2013 r. o godz. 00:07:06 UTC kapsuła z załogą wylądowała w Mongolii Wewnętrznej[8].

## Cel misji
Po połączeniu z modułem orbitalnym trójka astronautów przeprowadziła szereg eksperymentów medycznych i technicznych, a także zrealizowała audycje edukacyjne.

## Literatura
- Strona China Manned Space Engineering (CMSE) (ang. • chiń.)
- China National Space Administration. cnsa.gov.cn. [zarchiwizowane z tego adresu (2008-08-16)]. (ang. • chiń.)